# Золтан Нађерђ
Золтан Нађерђ (Суботица, 1955) српски је ликовни уметник, дизајнер, графичар, публицист, обласни историчар и мајстор борилачке вештине.

## Биографија
Рођен је у мађарској породици од оца Золтана Нађерђ старијег (мађ. id. Nagygyörgy Zoltán) и мајке Иде Цалберт (мађ. Czalbert Ida), обоје из Хоргоша.
| „ | Истражујући породично стабло, установио сам да је мој предак Јован Нађерђ у жупанији Гемер (данас Словачка) 13. априла 1626. године због учешћа у борби против Турака примио од мађарског краља Фердинанда другог (1578—1637) грбом украшено писмо племићке титуле, са отменим презименом Лекењеји. | ” |

У времену преуређења жупаније Чонград 1723. извесни Фрањо се из породице Лекењеји ту иселио, настанивши се у Сегедину. А пошто је Хоргош у то време био салашки крај Сегединског округа мој прадеда, Алберт је 1860. године изашао ту на салаш да живи.”
Оснивач је Кјукошин карате савеза Војводине и члан је стручног већа у истом.
Нађерђ живи у Хоргошу, где као прави локал-патриот са великим ентузијазмом проучава прошлост родног краја. Публиковао је мноштво радова на тему Хоргоша радо води у туристички обилазак насеља, званично и незванично. Члан је Друштва регијских историчара у Сегедину (мађ. Csongrád Megyei Honismereti Egyesület).

## Уметничко, стрип и литерарно стваралаштво
Нађерђ је самоуки ликовни уметник, цртањем — посебно туш-графиком — се бави од детињства. Први цртеж публикован му је 1972. године у дечјем часопису Јо Пајташ (мађ. Jó Pajtás), након тога, радови му се појављују у листовима Мађар Со (мађ. Magyar Szó, Нови Сад), „7 Нап” (мађ. Hét nap, Суботица), „Кепешифјушаг” (мађ. Képes Ifjúság, Novi Sad), „Долгозок” (мађ. Dolgozók, Суботица), затим у Сада (Суботица), АБЦ стрипа (Сарајево) и Ју стрип (Горњи Милановац).
Од тог периода па до данас имао је преко 100 самосталних и групних изложби на којима је излагао своје радове: у Хоргошу 1972, 1973, 1974, 1977, 1980 (прва самостална изложба), 1982, 1984, 1985 и 1993; у Кањижи 1973, 1974 и 1980 (самостална); у Суботици 1973, 1974, 1975, 1976, 1982, 1983, 1984, 1985 и 1986; у Сегедину 1984 и 1992 (самостална), у Ади 1973 и 1974; у Бечеју 1973 и 1974, у Сенти 1974, у Сомбору 1984 и 1985, у Загребу 1973; у Новом Саду 1986; у Нишy… — само су неке од њих. Освајао је награде на такмичењима ликовних уметника — прво место на Смотри ликовних уметника општине Суботица 1973. године, а друго 1973. и 1974. на такмичењу ликовних уметника војвођанских средњих школа у Бечеју.
У свом стрип стваралаштву Золтан Нађерђ је веран класичном, Француско-Белгијском стилу, понајвише под утицајем гротескно антропоморфних ликова белгијског аутора Рејмонда Машерота (1924—2008). Золтанов први већи успех на пољу стрипа била је освојена прва награда на конкурсу „Yu Strip” магазина Дечјих новина 1979. године. Члан је Удружења стрипских уметника Србије.
Данас се углавном бави графичким дизајном. У свом графичком студију воли да израђује туристичке мапе и табле са културно-информативним садржајем, од којих је неколико постављено у самом Хоргошу, на главном тргу и уз туристичке стазе у околини. Обликовао је корице књига, амблеме, заштитне знакове, етикете за вина и ракије (за газдинство „Бачка” из Хоргоша), пиктограме за борилачке вештине (у листовима Црни појас и Карате ринг), дипломе и плакете (нпр. признања за Ловачко друштво општине Кањижа), налепнице, печате, итд.
Нађерђ пише за листове и магазине, електронске медије, а објавио је и неколико књига. Истраживањем локалне историје бави се неколико деценија уназад.

## Спортска каријера
Војвођански огранак Кјукошин карате организације основао је 11. јуна 1989. године са седиштем у Хоргошу, и то са личним одобрењем мајстора Масутацу Ојаме (1923—1994), творца овог карате стила. На тему борилачких вештина пише у „Карате рингу” и „Црном појасу”. Током година положио је диплому инструктора (4. дан) и у овом спорту са својим сарадницима и ученицима постигао добре резултате.

## Одабрана библиографија
- Сакупљање старих народних песама на Камарашу у Хоргошу, 2001, Графопродукт, Суботица[7]
- Књиге објављене о Хоргошу, 2001, Графопродукт, Суботица[8]
- Виле за све векове (интервју), 1. јун 2001, Суботичке Новине pp. 17.
- У трагу нестале шуме на Камарашу, 2000, Графопродукт, Суботица[9]
- Посветимо пажњу нашем наслеђу (интервју), 2002, Форум, Нови Сад[10]
- Приче из прошлости (регионална историја) — уређивао, са израдом корица и 300 илустрација и књизи итд, 1995, Нови Сад[11]
- Разгледнице Хоргоша (4 врсте), 2002, Израђене и штампане на основу ауторових фотографија и дизајна, Графопродукт, Суботица
- Историјат традиције производње вина Хоргошког краја I—III (серија чланака), 2003, Суботица[12]
- Прва Кошутова улица на свету, 2004, Форум, Нови Сад[13]
- Историографија Хоргоша и преглед културног наслеђа, 2002, Графопродукт, Суботица[14]
- Пропаст пред очима наследника (интервју), 2005, Дневник 16. јануар 2005 (p. 8), Нови Сад
- Хоргошки туристички водич (на 24 страна, комплетна израда), 2005, Нови Сад[15]
- Мапа Хоргоша, са аутентичним називима улица 2006, Нови Сад[16]
- Барток (Бела) у Хоргошу, 2006, Сегедин[17]
- Колико познајемо нашу историју и националне празнике? (интервју), 2007, Форум, Нови Сад[18]
- Интервју са Нађерђ Золтаном, 2007, Будимпешта[19]
- Обележене туристичке стазе кроз Бачку (плакат и брошура на 12 страна, комплетно ауторско дело), 2007, Графопродукт, Суботица[20]
- М. Митровић: Некадашњем сјају неопходан спас (интервју), 2004, Caffe Vojvodina, Adrum — Нови Сад, 1. децембар 2004 (pp. 38-40.)
- Кекец (Букши) би имао 50 година, 2008, Форум, Нови Сад[21]
- Horgos születésnapja — Rođendan Horgoša, 2008, Horgosi Kisújság 2008. december, Horgos (pp. 4-5.)
- Илија Туцић: Село моје лепше од Париза — Хоргош (интервју), 2008, Војвођански магазин, новембар 2008, Петроварадин (pp. 26-31.)